# Jeux olympiques d'hiver de 1944
Pour les articles homonymes, voir Jeux olympiques de 1944.
Les Jeux olympiques d'hiver de 1944, qui auraient dû être les Ves de l'ère moderne, ne se sont jamais tenus et sont annulés à cause de la Seconde Guerre mondiale. À l'origine, les Jeux de 1944 sont attribués, en 1939, à la station de Cortina d'Ampezzo en Italie. Le contexte international de la Seconde Guerre mondiale conduit, tout comme cela s'était produit pour les Jeux olympiques d'hiver de 1940, à une annulation pure et simple de l'événement.
Cortina d'Ampezzo organisera plus tard les Jeux olympiques d'hiver de 1956, ainsi que les Jeux olympiques d'hiver de 2026 avec Milan.